# Susanna Martinková
Susanna Martinková, pseudonimo di Zuzana Martinková (Praga, 19 aprile 1946), è un'attrice ceca, attiva soprattutto in Italia e Repubblica Ceca.

## Biografia
Nata a Praga, ha esordito sul grande schermo nel 1963 in Letos v zari, una produzione cecoslovacca diretta da František Daniel. Aiutata dalla sua prosperosa bellezza, ha interpretato numerosi film come Per 100.000 dollari t'ammazzo (1968), Colpo rovente (1970) o La ragazza del prete (1970). Nel 1978 è stata protagonista dell'apprezzabile sceneggiato televisivo La dama dei veleni, accanto a Ugo Pagliai, del quale interpreta la misteriosa moglie. È poi comparsa in Fracchia contro Dracula (1985), il cui protagonista è Paolo Villaggio. Dopo quella pellicola ha partecipato a Monella (1998), dove recita accanto a Serena Grandi. Ha deciso di ritirarsi dall'attività cinematografica all'inizio del 1999.

### Vita privata
Dal 1973 al 1986 è stata la moglie dell'attore Gianni Garko.

## Filmografia parziale

### Cinema
- Letos v zari, regia di Frantisek Daniel (1963)
- Kdo chce zabít Jessii?, regia di Václav Vorlícek (1966)
- El "Che" Guevara, regia di Paolo Heusch (1967)
- Per 100.000 dollari t'ammazzo, regia di Giovanni Fago (1968)
- Il ragazzo che sorride, regia di Aldo Grimaldi (1969)
- Un detective, regia di Romolo Guerrieri (1969)
- La ragazza del prete, regia di Domenico Paolella (1970)
- Colpo rovente, regia di Piero Zuffi (1970)
- La principessa sul pisello, regia di Piero Regnoli (1973)
- Prete, fai un miracolo, regia di Mario Chiari (1975)
- Contronatura, regia di Amasi Damiani (1976)
- Il signor Ministro li pretese tutti e subito, regia di Sergio Grieco (1977)
- Il ladrone, regia di Pasquale Festa Campanile (1980)
- Notturno, regia di Giorgio Bontempi (1983)
- Fracchia contro Dracula, regia di Neri Parenti (1985)
- Luci lontane, regia di Aurelio Chiesa (1987)
- Il ritorno del grande amico, regia di Giorgio Molteni (1989)
- Rivers of Babylon, regia di Vlado Balco (1998)
- Monella, regia di Tinto Brass (1998)

### Televisione
- Albert e l'uomo nero, regia di Dino Bartolo Partesano (1976)
- La dama dei veleni, regia di Silverio Blasi (1978)
- Delitto e castigo, regia di Mario Missiroli (1983)